# 15 Cancri
15 Cancri, som är stjärnans Flamsteed-beteckning, är en dubbelstjärna, belägen i den nordöstra delen av stjärnbilden Kräftan och har även  variabelbeteckningen BM Cancri. Den har en genomsnittlig skenbar magnitud av ca 5,6 och är svagt synlig för blotta ögat där ljusföroreningar ej förekommer. Baserat på parallax enligt Gaia Data Release 2 på ca 3,3 mas, beräknas den befinna sig på ett avstånd på ca 980 ljusår (ca 300 parsek) från solen. Den rör sig bort från solen med en heliocentrisk radialhastighet på ca 25 km/s.

## Egenskaper
Primärstjärnan 15 Cancri A är en blå-vit till vit stjärna i huvudserien av spektralklass A0: V:sp SiSr och är en Ap-stjärna, en kemiskt speciell stjärna med ett överskott av kisel, krom och strontium i dess spektrum. Den har en radie som är ca 3 solradier och utsänder från dess fotosfär ca 327 gånger mera energi än solen vid en effektiv temperatur av ca 10 100 K. 
Radialhastighetsmätningar vid Dominion Astrophysical Observatory i Victoria, British Columbia, Kanada 1918 och 1919 ledde till bestämningen att 15 Cancri är en enkelsidig spektroskopisk dubbelstjärna. Dess första omloppsbana beräknades 1973 av Helmut Abt och Michael Snowden med en period av 585 dygn men senare mätningar har visat att omloppsperioden är 635 dygn med en möjlig, men mindre trolig period av 475 dygn som ett alternativ.
Som alla Ap-stjärnor har 15 Cancri ett starkt magnetfält. Detta varierar när stjärnan roterar och 1968 visades stjärnans ljusstyrka variera regelbundet med en period av ca 4 dygn. Den fick 1972 variabelbeteckningen BM Cancri som medlem i Alfa2 Canom Venaticorum-klassen av variabla stjärnor. Perioden har sedan dess mätts mer exakt till 3,3095 dygn, som antas vara stjärnans rotationsperiod.